# Siringkit Julu
Siringkit Julu is een bestuurslaag in het regentschap Padang Lawas Utara van de provincie Noord-Sumatra, Indonesië. Siringkit Julu telt 377 inwoners (volkstelling 2010).